# Vesicomya angulata
Vesicomya angulata är en musselart som först beskrevs av Dall 1896.  Vesicomya angulata ingår i släktet Vesicomya och familjen Vesicomyidae. Inga underarter finns listade i Catalogue of Life.